# Basilique Saint-Michel-Archange de Menton
Cette  basilique n’est pas la seule basilique Saint-Michel-Archange.
La basilique Saint-Michel-Archange de Menton (placée sous l’invocation de l'archange saint Michel) est une basilique mineure et une église paroissiale catholique située en plein cœur du centre historique de Menton. Depuis la route du bord de mer, de majestueuses rampes d’escaliers permettent d’accéder progressivement au site où, sur une place au parterre caladé, triomphe toute la perspective de l’architecture baroque.

## Historique
Au début du XVIIe siècle, souhaitée par le prince Honoré II de Monaco, sa construction est confiée à l’architecte Lorenzo Lavagna. Le 27 mai 1619, la première pierre est posée en présence du prince et de monseigneur Nicolà Spinola, évêque de Vintimille dont dépendaient Menton et Roquebrune alors que Monaco dépendait de l'évêque de Nice. Les travaux de terrassement débutent réellement en 1639 et l'église est ouverte au culte en 1653. Enfin, le 8 mai 1675, l’évêque de Vintimille, alors monseigneur Mauro Promontorio, consacre la nouvelle église en présence du prince Louis Ier. En 1701, l’architecte Emmanuel Cantone érige à l'ouest un clocher de cinquante-trois mètres de haut, appelé localement le "campanin", véritable tour de guet dominant la ville. La façade actuelle est achevée en 1819 dans l’esprit du baroque du XVIIe siècle.
En 1999, l'église Saint-Michel est élevée à la dignité de basilique mineure par le pape Jean-Paul II, et consacrée comme telle en janvier 2000. 
Depuis 1949, chaque année au mois d’août, son parvis accueille le célèbre festival de Musique classique. Elle fait partie des sites touristiques les plus visités des Alpes-Maritimes.
La basilique et son parvis sont classés au titre des monuments historiques depuis le 3 mars 1947 ; la place devant l'église ainsi que les façades et toitures des immeubles de la place Saint-Michel sont inscrits le 16 juin 1961.

## Description
Le plan de cette église est du type basilical à trois nefs.

### Extérieur
La façade, surélevée de quelques gradins au-dessus du parvis, a été réalisée au XIXe siècle dans le style baroque en usage au XVIIe siècle. Sa composition est simple : c'est un jeu de lignes droites, horizontales et verticales. Deux corps en hauteur : en bas, huit colonnes géminées à chapiteau corinthien soutiennent un massif entablement doté d'une forte corniche ; en haut, quatre colonnes à chapiteau composite flanquent trois fenêtres et supportent un grand fronton triangulaire. Entre les colonnes inférieures, trois portes ouvrent sur les trois nefs et sont surmontées de trois niches abritant les statues, au centre de saint Michel l'archange, patron de Menton, à gauche de saint Maurice, patron de la Maison de Savoie, et à droite de saint Roch invoqué contre la peste.
De part et d'autre de cette façade s'élèvent deux clochers : à l'est, le moins haut avec ses trente-cinq mètres, est dit « tour de l'Horloge » et sa base carrée remonte au XVe siècle, survivance de la deuxième, chronologiquement, église ; à l'ouest le « Campanin », cinquante-trois mètres, a été construit de 1701 à 1703.
Des travaux de restauration ont été réalisés de septembre 2018 à la fin 2019,.

### Intérieur
L'intérieur est composée de trois nefs. 
La principale et centrale, de dix mètres vingt de large, est constituée de quatre travées de cinq mètres soixante et dix. Le chœur, lui, a sept mètres quatre vingt dix de large. La voûte principale est en berceau et percée de lunettes dont les petites fenêtres laissent filtrer la lumière ; un effet irisant et doré est créé par les nouveaux vitraux posés par le service des Monuments historiques.
Le sanctuaire, à chevet plat, est occupé par le maître-autel en marbres polychromes du XVIIIe siècle. Il est surmonté d'une statue de St Michel-Archange foulant le Démon en bois peint et doré datant de 1820 et originellement statue de procession. Derrière l'autel au fond de l'abside est accrochée une tribune supportant un buffet d'orgue de style italien datant de l'instrument construit en 1666 grâce aux libéralités de la famille Pretti de Saint-Ambroise. De part et d'autre du maître-autel on trouve des stalles du XVIIIe siècle surmontées, du côté évangile par trois tableaux, au centre une Vierge Noire entourée de saints de 1639, et du côté épître par une retable à trois toiles dont le panneau central (le plus grand) provient de la deuxième église et représente saint Jean le Baptiste, saint Michel l'archange et saint Pierre en souverain pontife ; il a été restauré une première fois en 1565 par le peintre monégasque Antoine Manchello.
Comme l'orgue, la chaire datée de 1652, élevée sur une colonne toscane, a été réalisée grâce à la générosité de la famille Pretti.
Le sanctuaire et la nef centrale sont décorées tous les cinq ans de tentures de couleur amarante en damas de Gênes offertes en 1757 par Honoré III Grimaldi à l'occasion de son mariage dans cette église avec une princesse génoise Catherine Brignole-Sale.

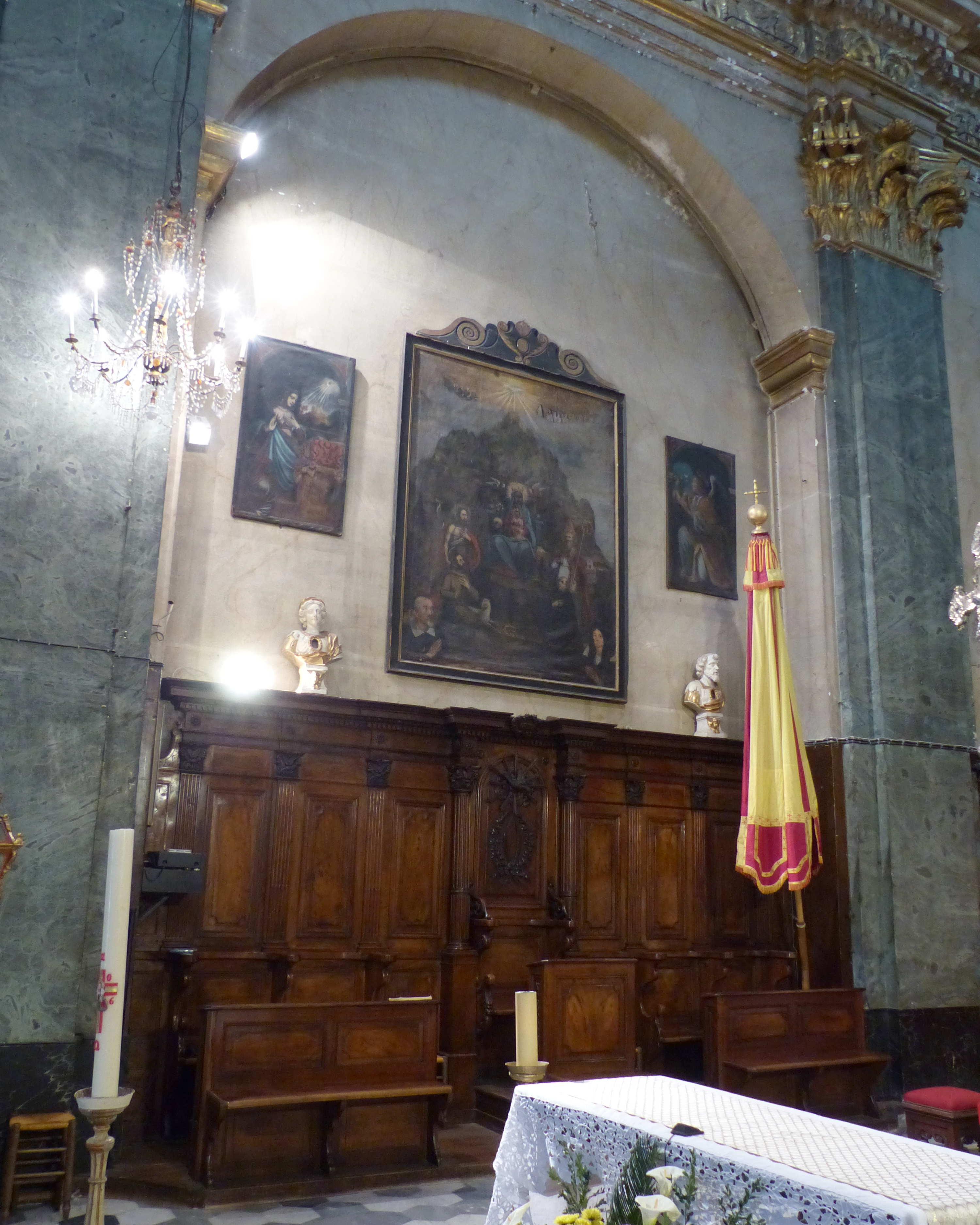
Côté évangile.
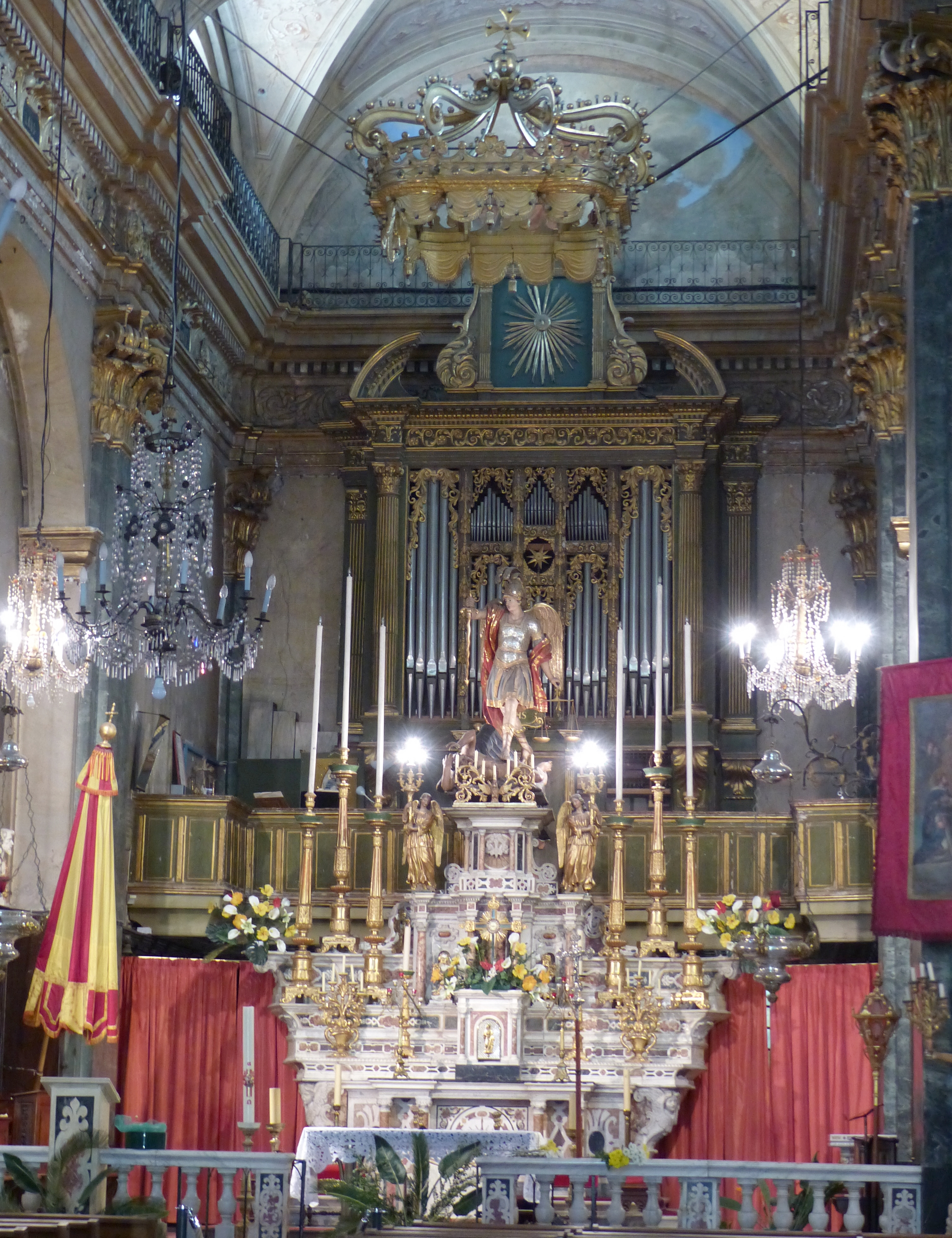
Sanctuaire.
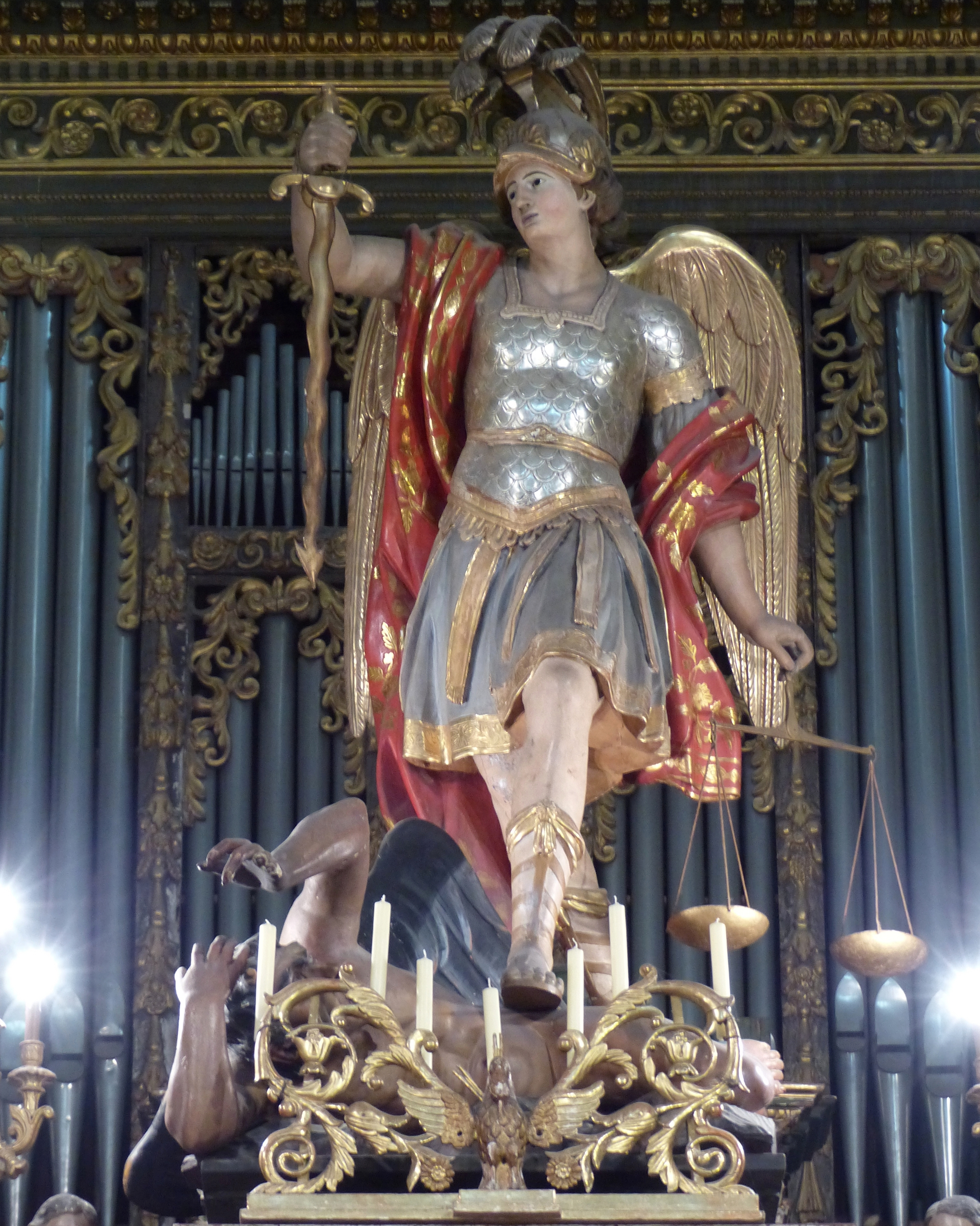
Statue processionnelle de saint Michel.
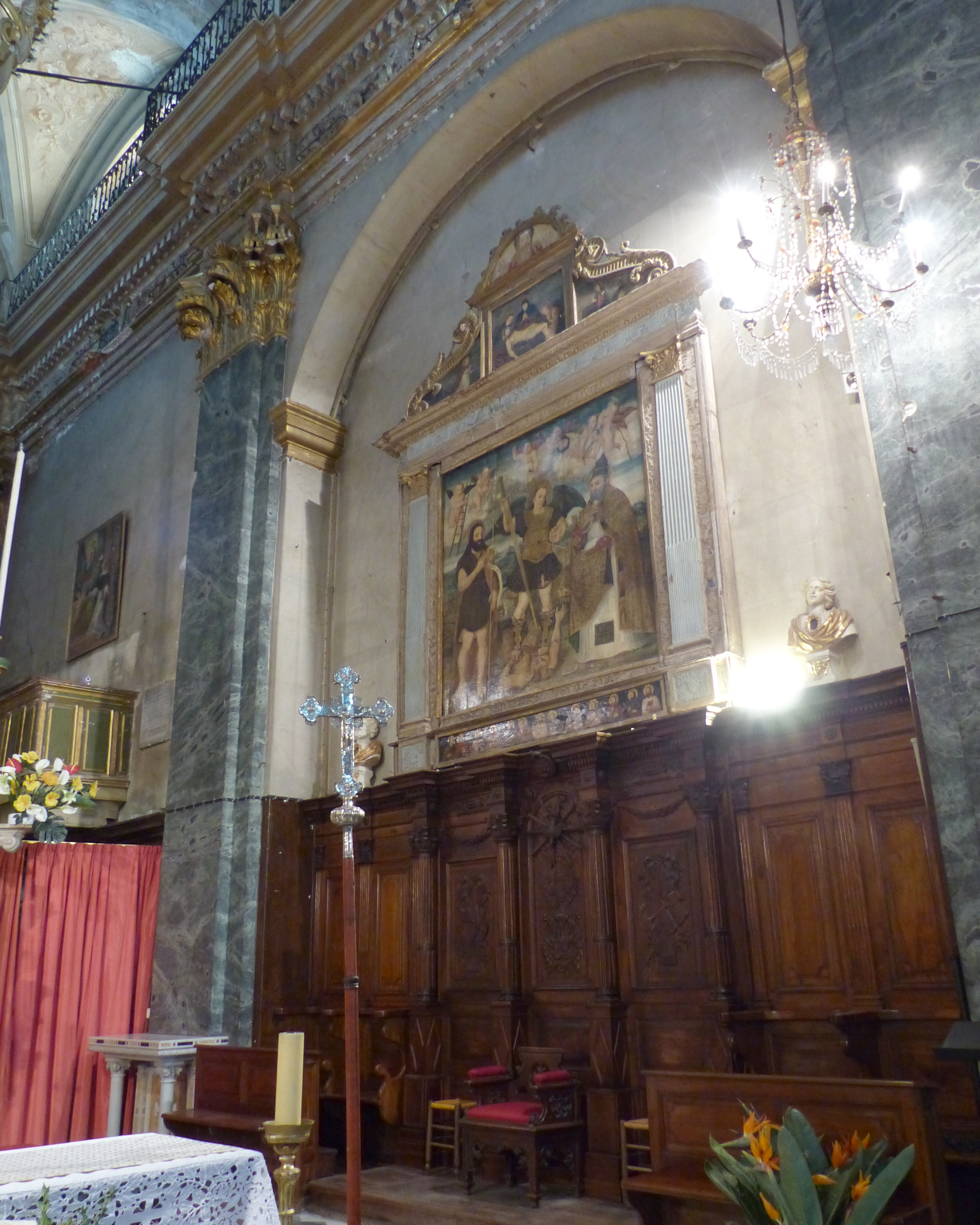
Côté épître.
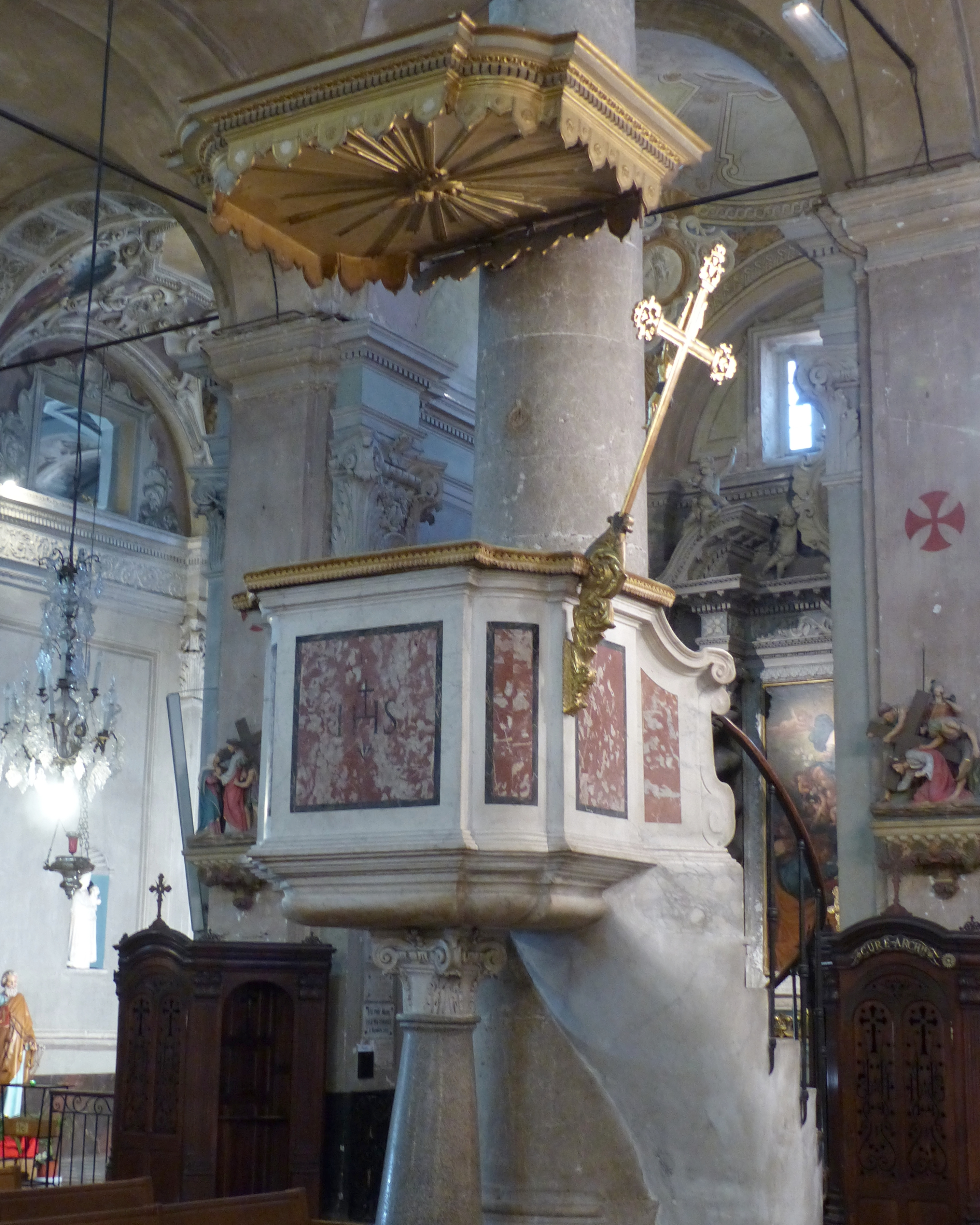
Chaire à prêcher.
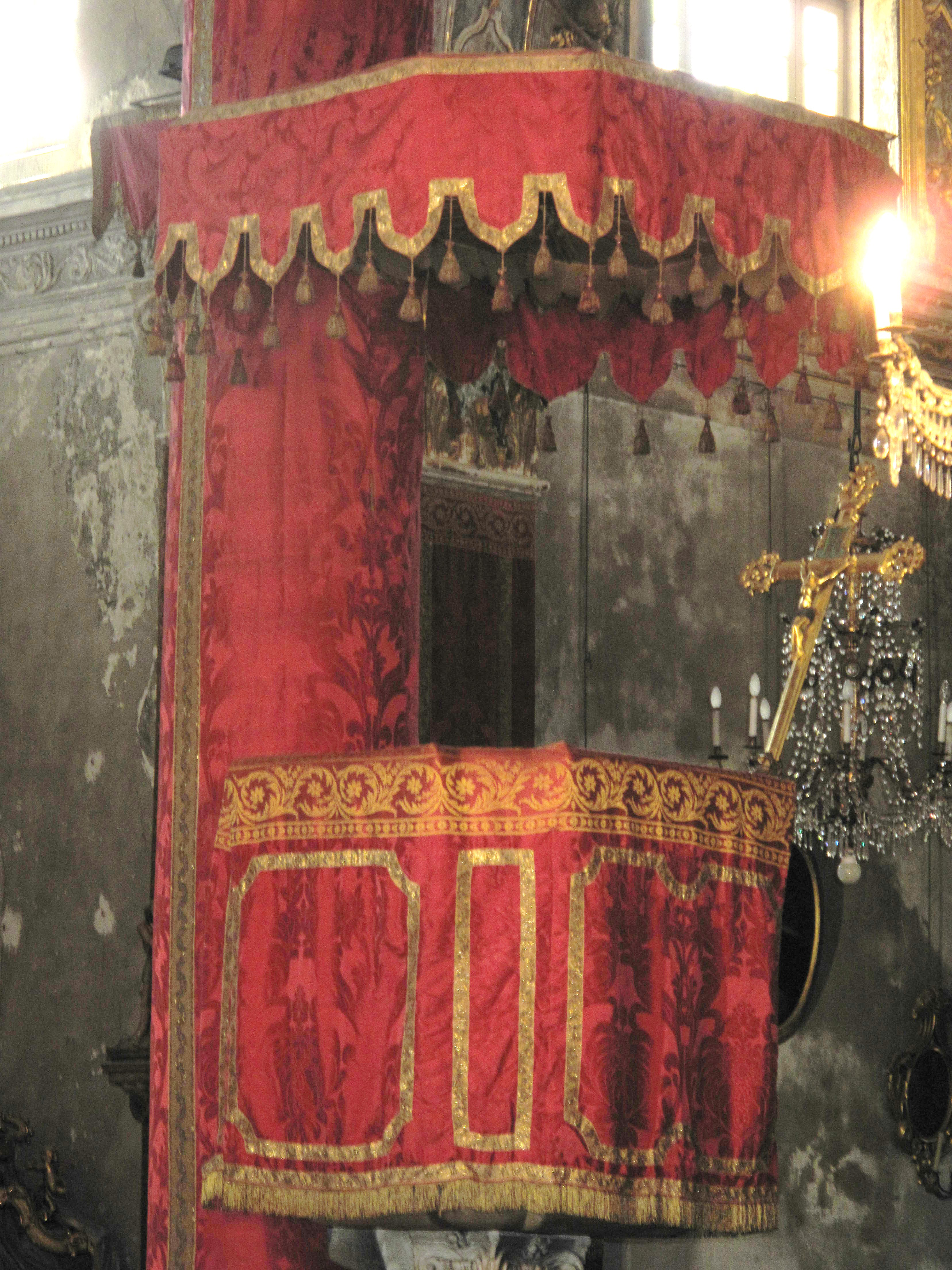
Chaire tendue de damas amarante.

La hauteur sous voûte des deux nefs latérales est de dix mètres.
Elles se terminent au nord par une grande niche abritant un autel-retable décoré de stucs du XVIIe siècle avec comme toile : à l'est une Vierge Noire & deux saints du XVIIe siècle attribuée au Mentonnais Jacques Vento (1606-1687), ex-voto d'action de grâces pour une guérison de la peste ; et à l'ouest une Fuite en Égypte du XVIIIe siècle attribuée à Jean-Augustin Vento (1663-1737), fils du précédent.
Au sud elles débouchent chacune sur une chapelle absidale parallèle à l'abside centrale : chapelle Sainte-Dévote à l'ouest et chapelle de Notre-Dame-du-Rosaire à l'est.
- La chapelle Sainte-Dévote appartint à la famille Grimaldi et fut construite en même temps que l'église. Le tableau du retable (fin  XVIIe siècle  et d'après Bassano) représente la sainte-patronne de la Principauté et de la famille régnante avec en arrière-plan le Rocher de Monaco.
- La chapelle de Notre-Dame du Rosaire est richement ornée de stucs dorés en forme de guirlandes et de feuillages et comporte à ses quatre angles des pilastres corinthiens à puissants chapiteaux en stuc doré. L'autel, ses gradins et son retable sont en marbre et une niche centrale abrite une statue en marbre de Carrare, une Vierge à l'Enfant sculptée par un élève génois du sculpteur marseillais Pierre Puget dans son atelier de Gênes.

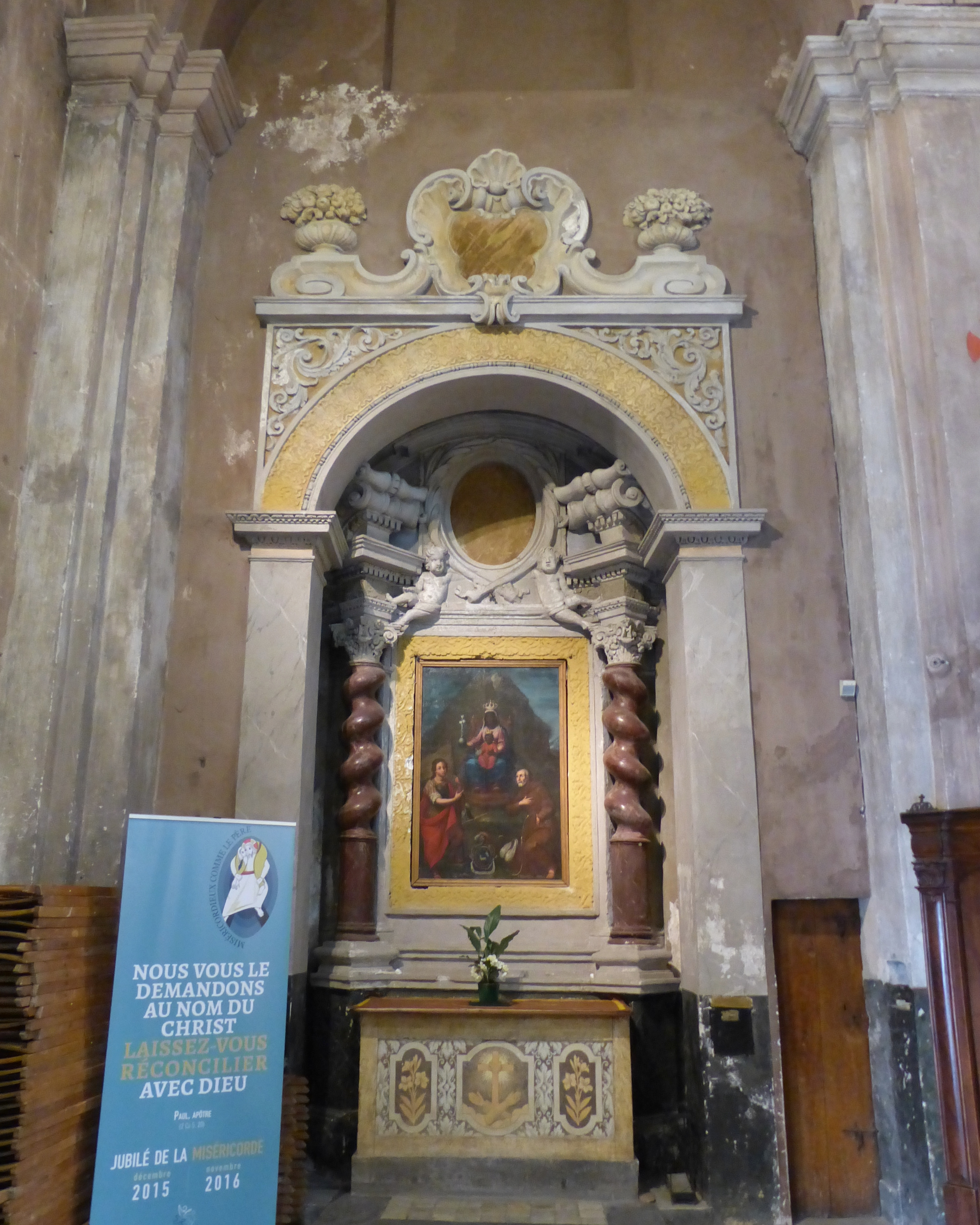
Autel-retable Vierge-Noire.
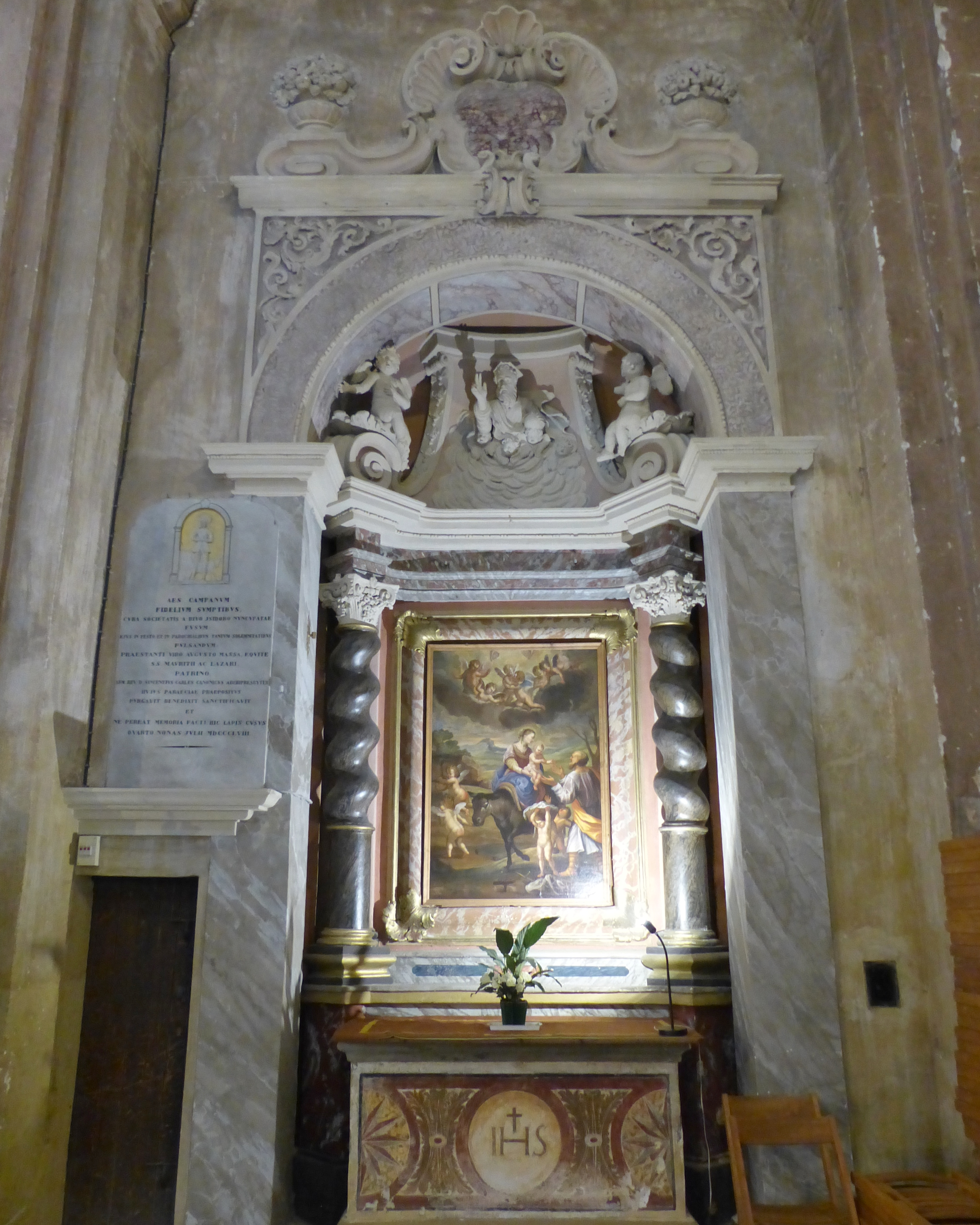
Autel-retable Fuite en Égypte.
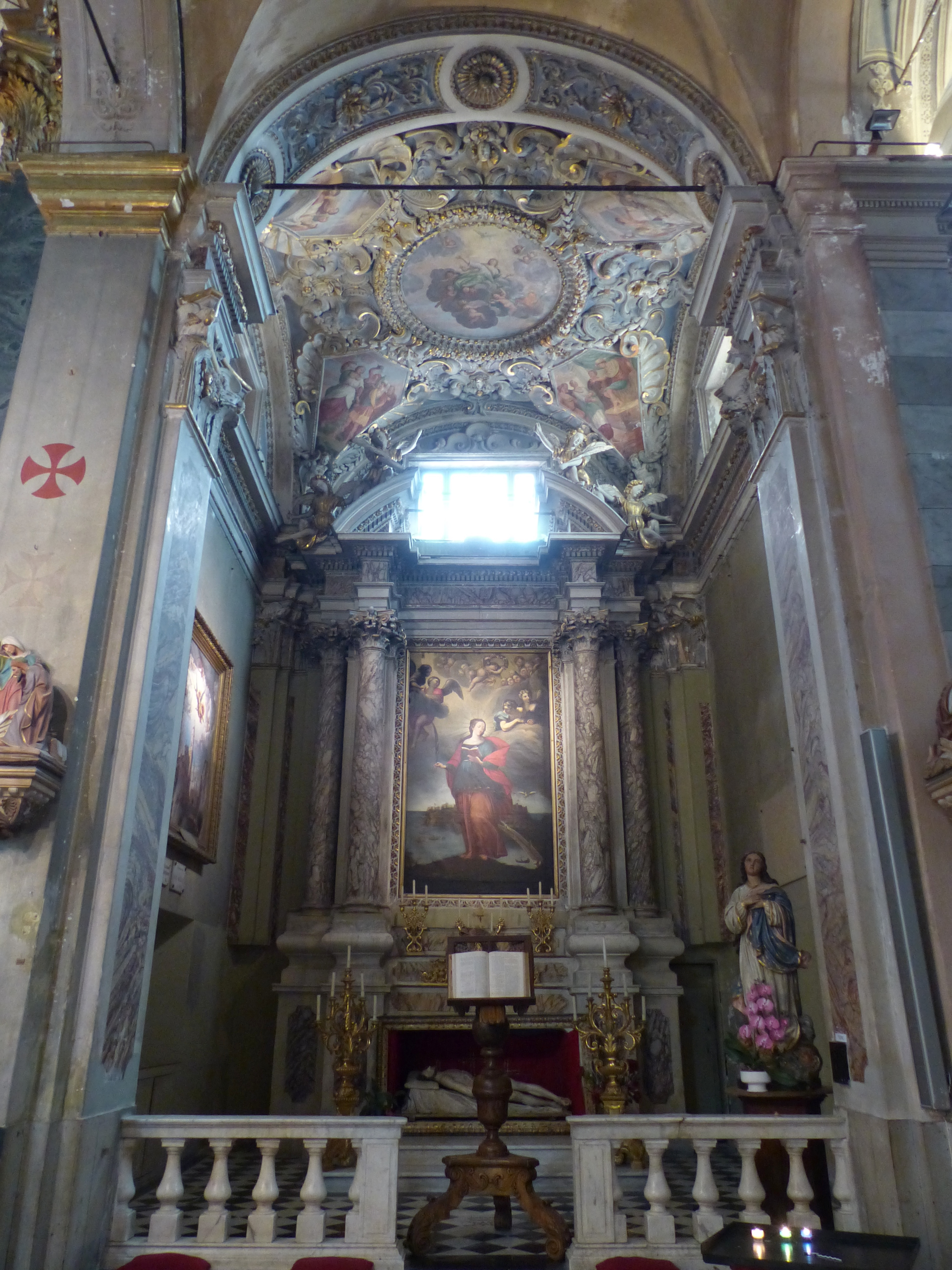
Chapelle Sainte-Dévote.
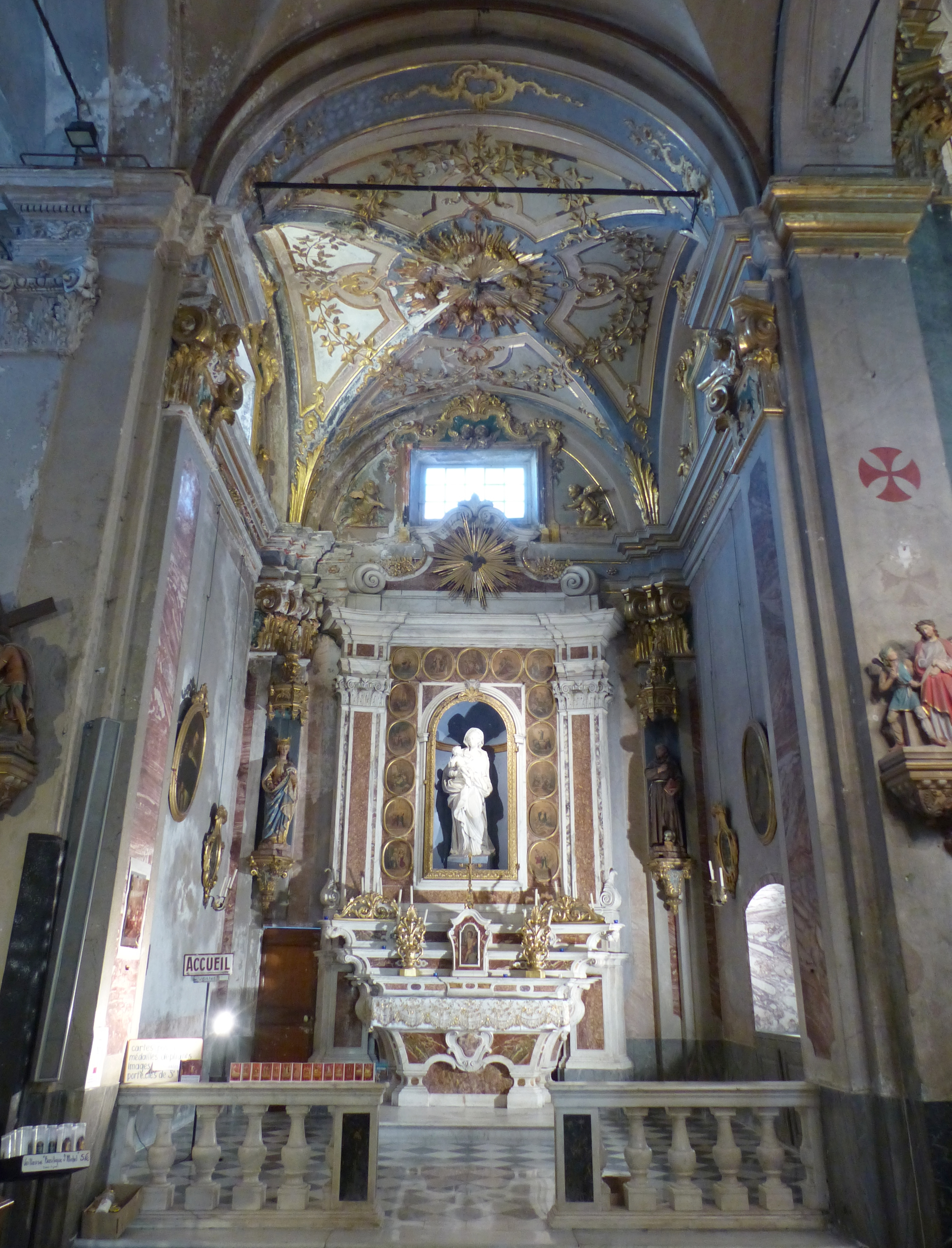
Chapelle du Rosaire.
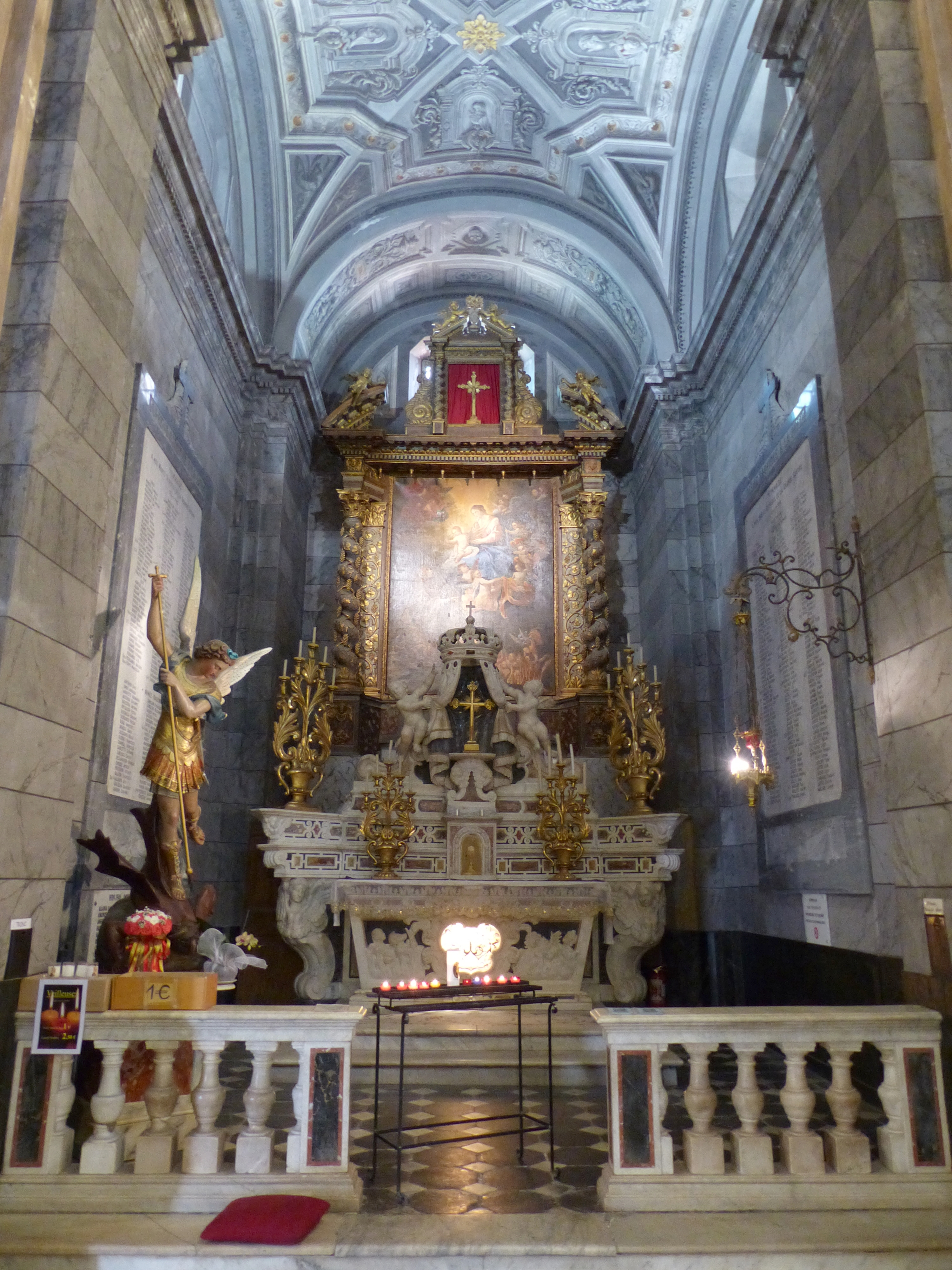
Chapelle Âmes du Purgatoire.
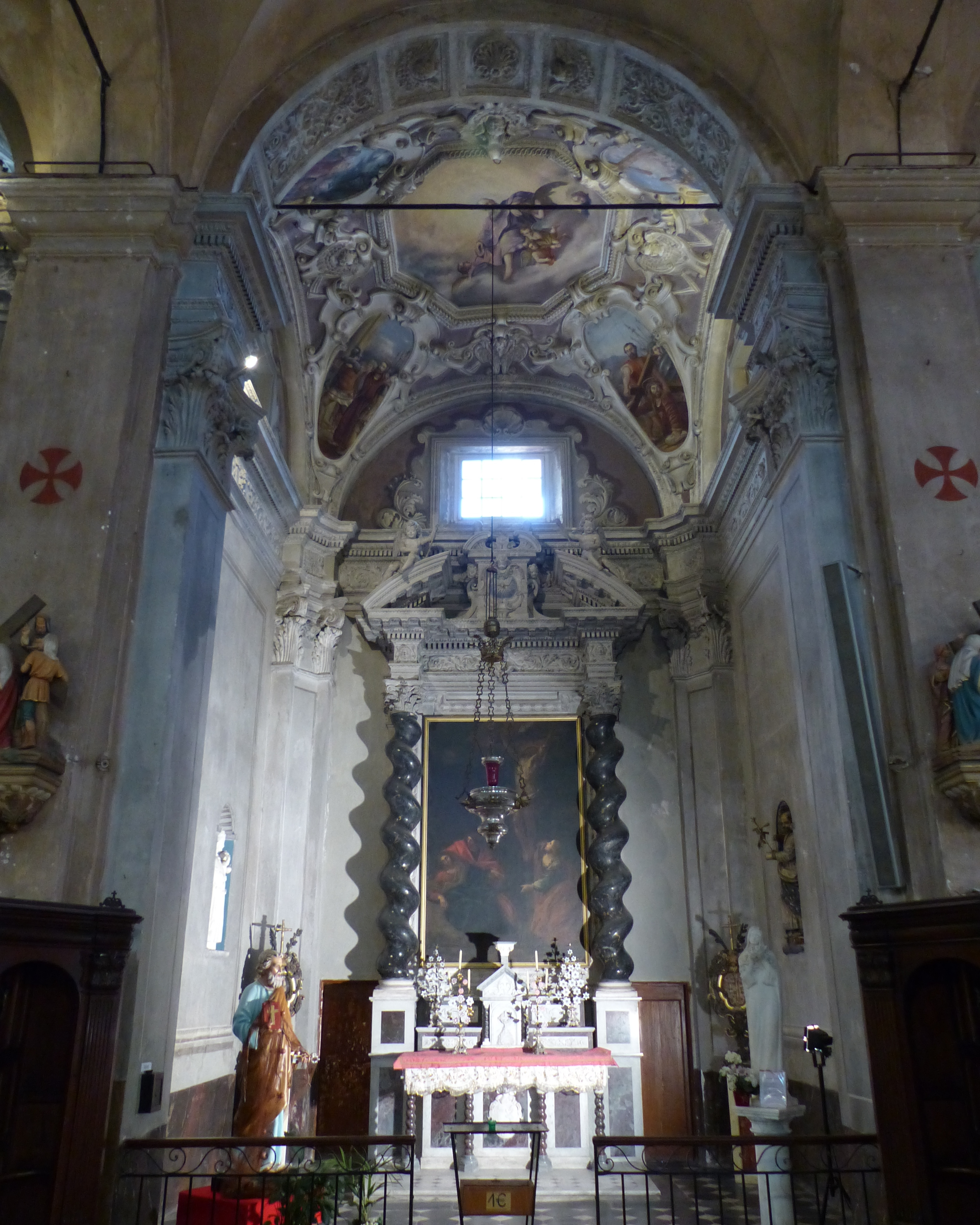
Chapelle Sainte-Croix.

Au droit des quatre travées, s'ouvrent sur les nefs latérales des chapelles qui servirent de sépultures aux familles patriciennes mentonnaises, les gens du peuple étant ensevelis dans une fosse commune localisée dans la nef principale au-dessous du grand lustre central, Menton n'ayant pas eu de cimetière jusqu'en 1850. Si les voûtes des chapelles Sainte-Dévote et du Rosaire datent du  XVIIe siècle  celles des chapelle latérales ont été refaites après le tremblement de terre de 1887 et on peut y admirer de magnifiques trompe-l'œil réalisés par des artistes locaux.
- Première chapelle orientale, en partant de l'entrée, celle des Âmes du Purgatoire occupe approximativement l'emplacement du sanctuaire de l'église du XIIIe siècle déjà dédiée à saint Michel. Son bel autel en marbre surmonté d'une couronne royale formant baldaquin est orné d'un bas-relief les Âmes du Purgatoire. Derrière, un retable à colonnes et ornements en bois doré abrite un tableau du Mentonnais Bernardin Puppo représentant un pape montrant le Purgatoire à la Vierge et à l'Enfant-Jésus (1670).
- Deuxième à l'est, la chapelle de la Sainte-Croix appartint à la famille Monléon ; autel et retable en stuc  avec une toile du peintre génois Orazio de Ferrari (dit le "chevalier Ferrari car fait chevalier de l'ordre de Saint-Michel par le roi de France en 1652) : Christ en croix avec la Madeleine, la Vierge et saint Jean. La niche dans la cloison septentrionale abrite une Vierge à l'Enfant curieusement coiffée d'une tiare pontificale.
- La suivante dite de l'Assomption fut la chapelle de la famille Faraldo et son retable avec deux colonnes torses encadre une toile de l'Assomption de la Vierge par Bernardin Puppo de 1676 ; en bas la Terre avec le tombeau ouvert et les apôtres, en haut le Ciel, et entre les deux, la Vierge emportée par des anges dans une nuée, imageant parfaitement le mouvement ascensionnel cher au Baroque.
- La dernière chapelle orientale est dite chapelle Saint-Antoine-de-Padoue grâce à la toile éponyme avec l'iconographie habituelle de saint Antoine de Padoue adorant l'Enfant-Jésus. Attribuée à Barthélémy Puppo, père du précédent, elle date de 1656.
- En face, donc à l'ouest, la chapelle Saint-Joseph possède encore la pierre tombale qui fermait le caveau de la famille Pretti-Galleani de Saint-Ambroise, généreuse donatrice de l'église. L'Adoration des Bergers du retable est une œuvre du "chevalier Ferrari".
- La troisième chapelle (en partant de l'entrée), Notre-Dame-des-Grâces, a été construite au XVIIIe siècle  et son retable montre une toile dont le principal intérêt est de conserver un état de la vieille ville de Menton en 1848.
- La chapelle suivante, du Sacré-Cœur, est entièrement du XIXe siècle et possède un retable en trois panneaux : à gauche Apparition du Christ à Marguerite-Marie Alacoque, au centre des saintes et des saints avec entre autres Saintes Apolline, Lucie et Brigitte, Saints Roch et Dominique, un soldat romain et un franciscain ; à droite, le Sacré-Cœur de Marie. Sa voûte est décorée de gypseries et de peintures en trompe-l’œil.
- La chapelle des fonts baptismaux, première occidentale en partant de l'entrée, est peut-être une des plus belles de la basilique. Son autel, en marbre et provenant de la chapelle de la Miséricorde (ou des Pénitents Noirs) à Menton, est orné d'un bas-relief représentant la tête de saint Jean-le-Baptiste. Les fonts baptismaux proprement-dits sont aménagés sur un palier surplombant l'autel et desservi par un double escalier. Ils sont surmontés d'un grand retable dont la niche centrale abrite un groupe sculpté en marbre le Christ recevant le baptême des mains de saint Jean-Baptiste.

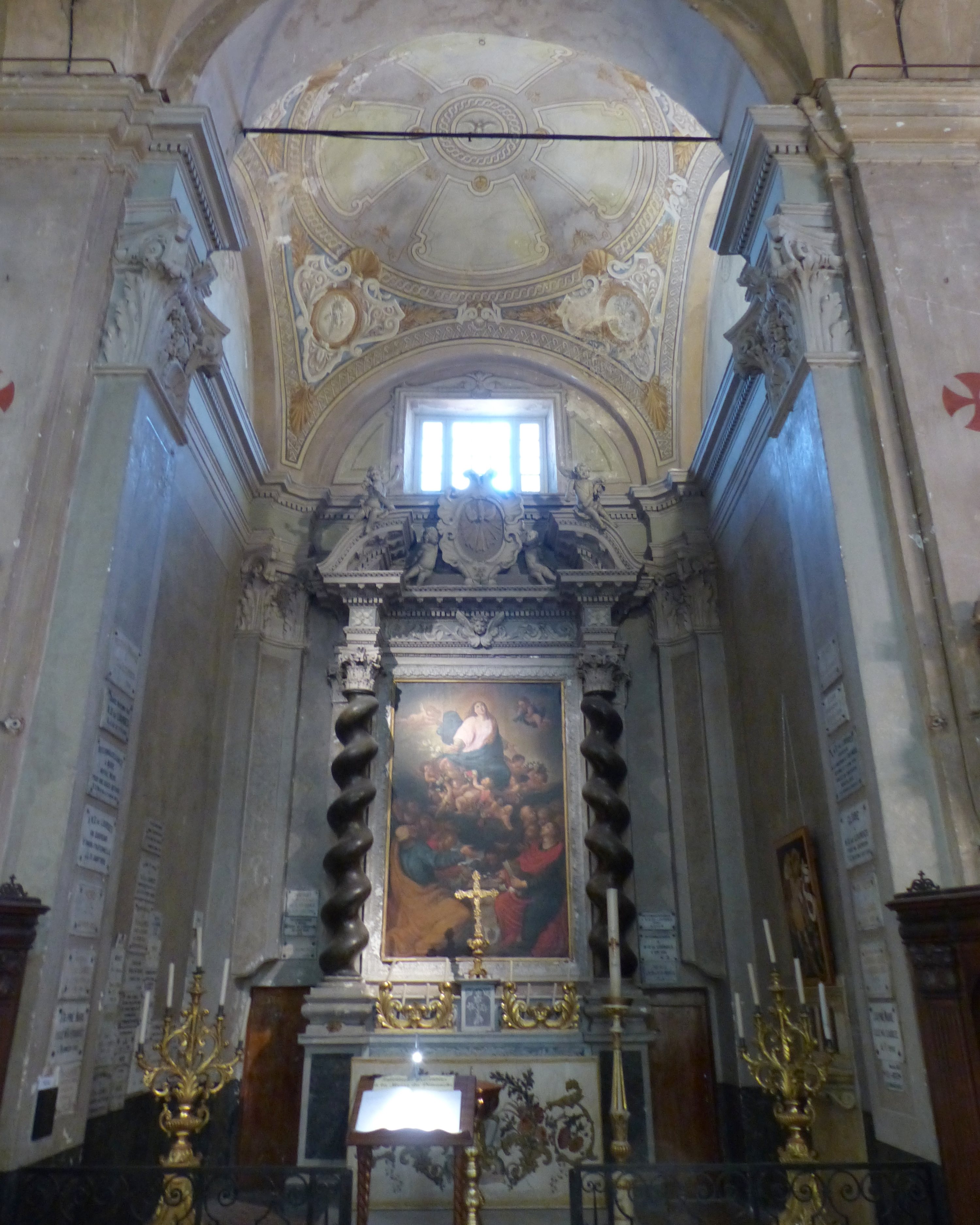
Chapelle de l'Assomption.
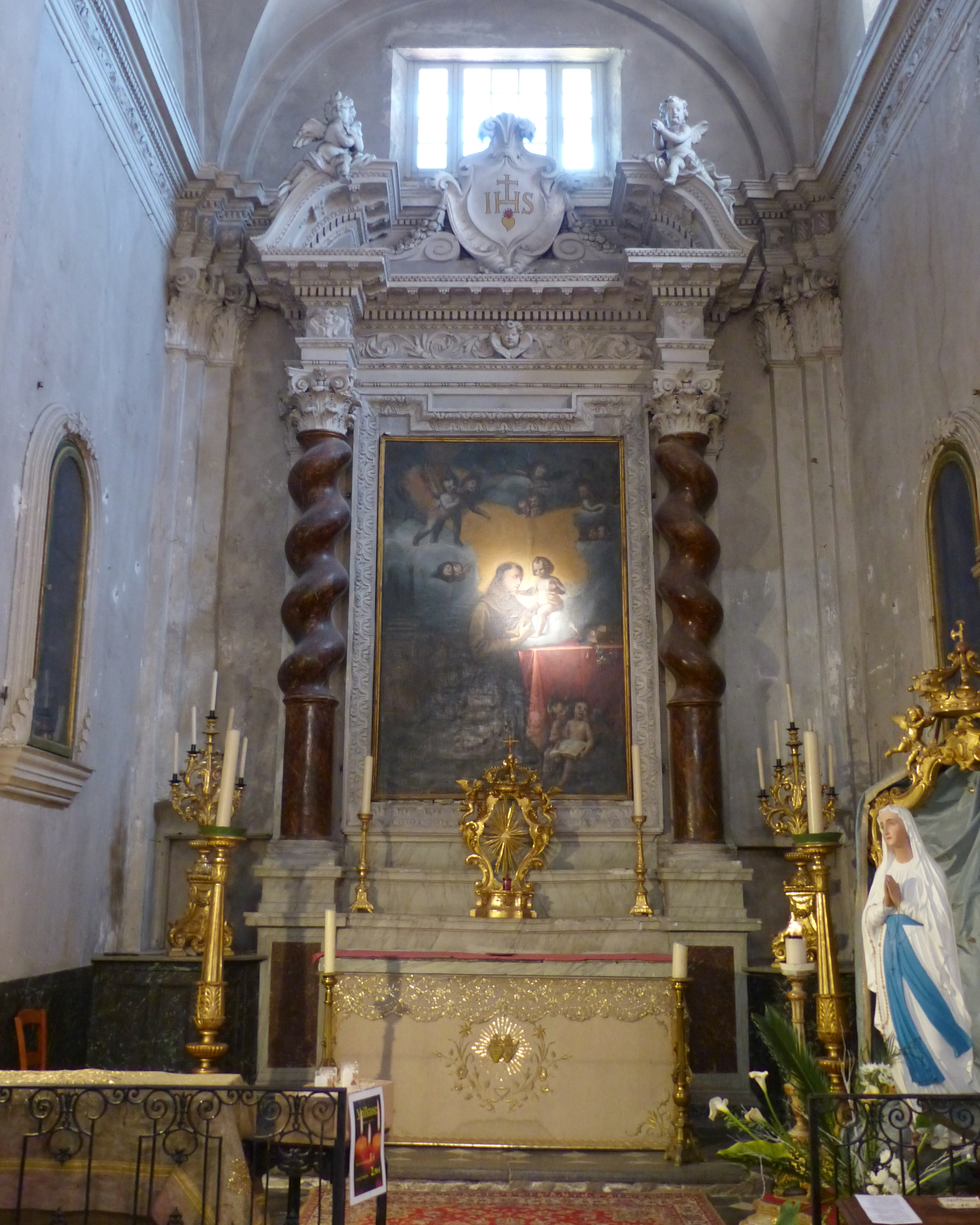
Chapelle Saint-Antoine-de-Padoue.
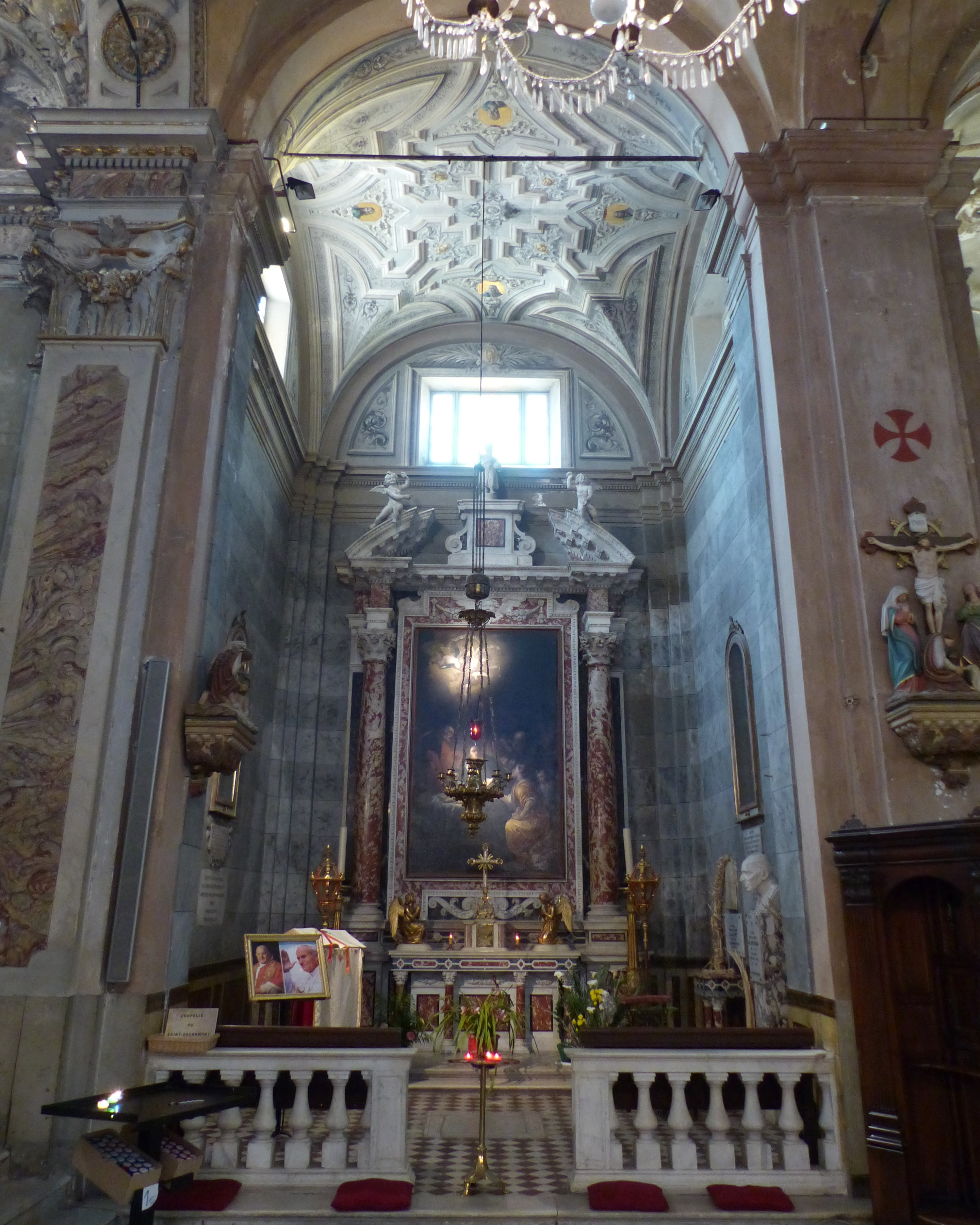
Chapelle Saint-Joseph.
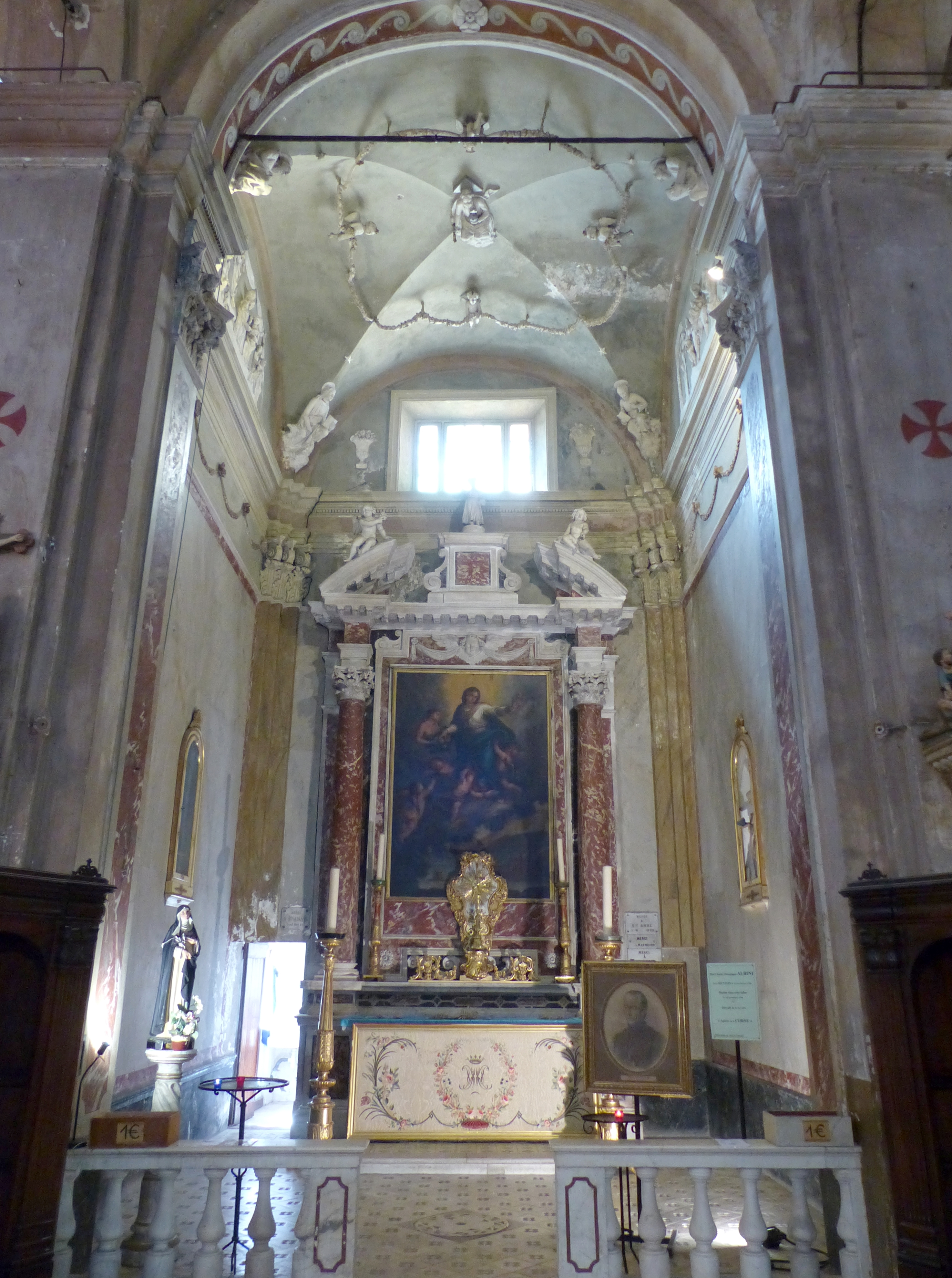
Chapelle Notre-Dame-des-Grâces.
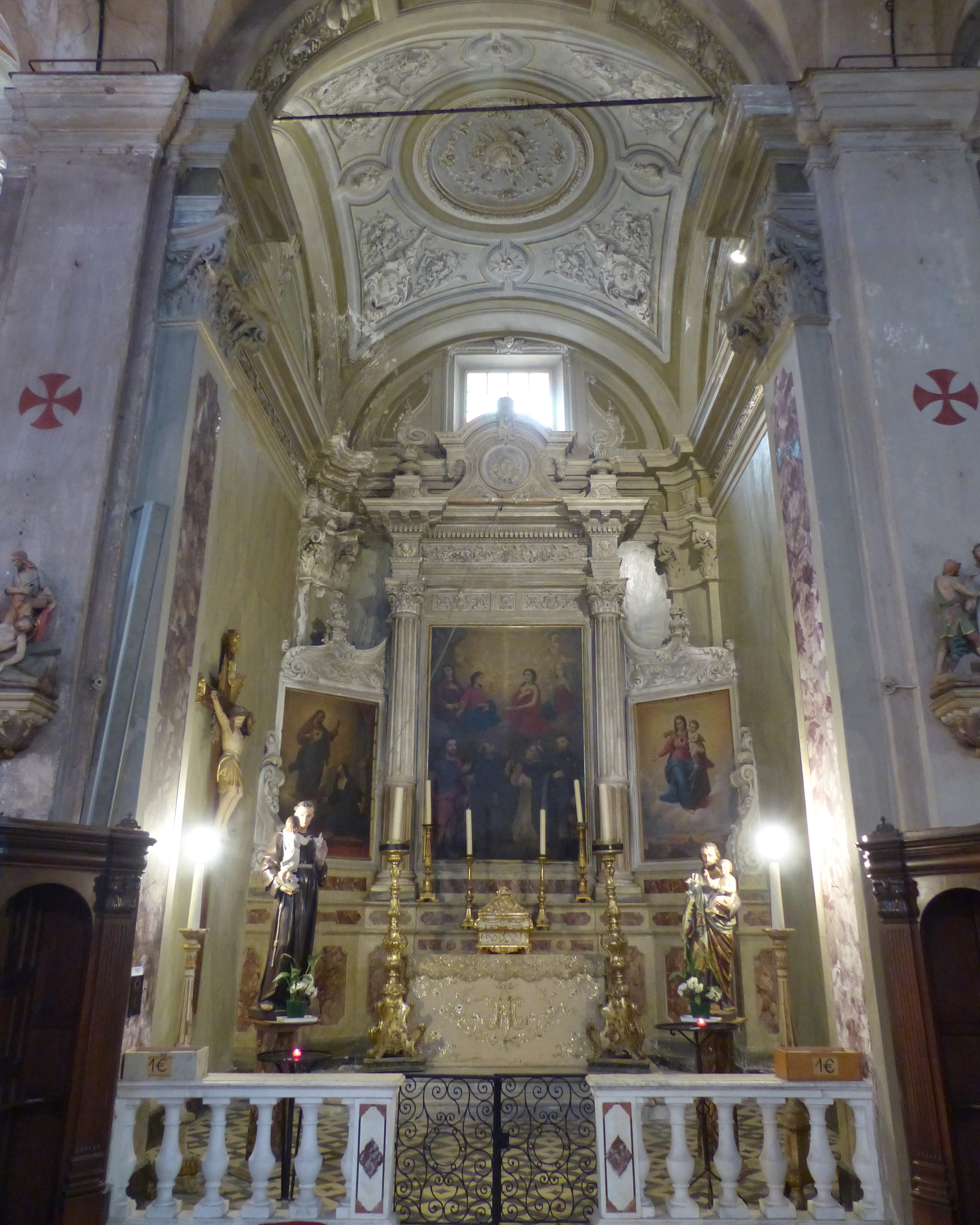
Chapelle du Sacré-Cœur.
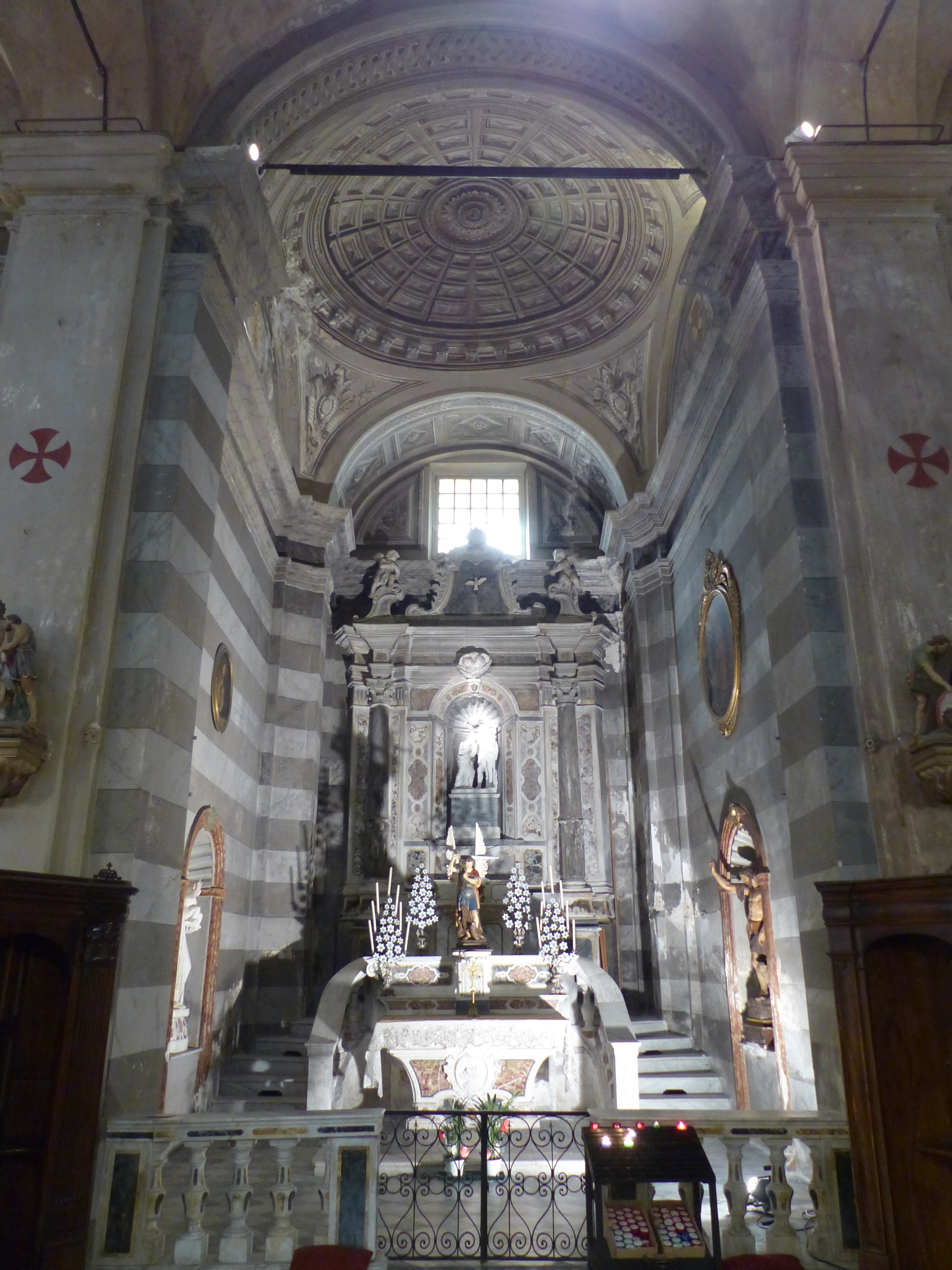
Chapelle des fonts baptismaux.

La basilique possède en outre quelques objets sacrés dignes d'intérêt :  une croix processionnelle du XVIe siècle montée sur une lance turque rapportée du siège de Lépante en 1571 par des Mentonnais ; des ornements liturgiques brodés de fils d'or, bon nombre de candélabres et chandeliers ; des thabors et des reliquaires en bois doré et d'autres croix processionnelles ainsi que de nombreuses toiles d'inspiration religieuse.

### L'orgue

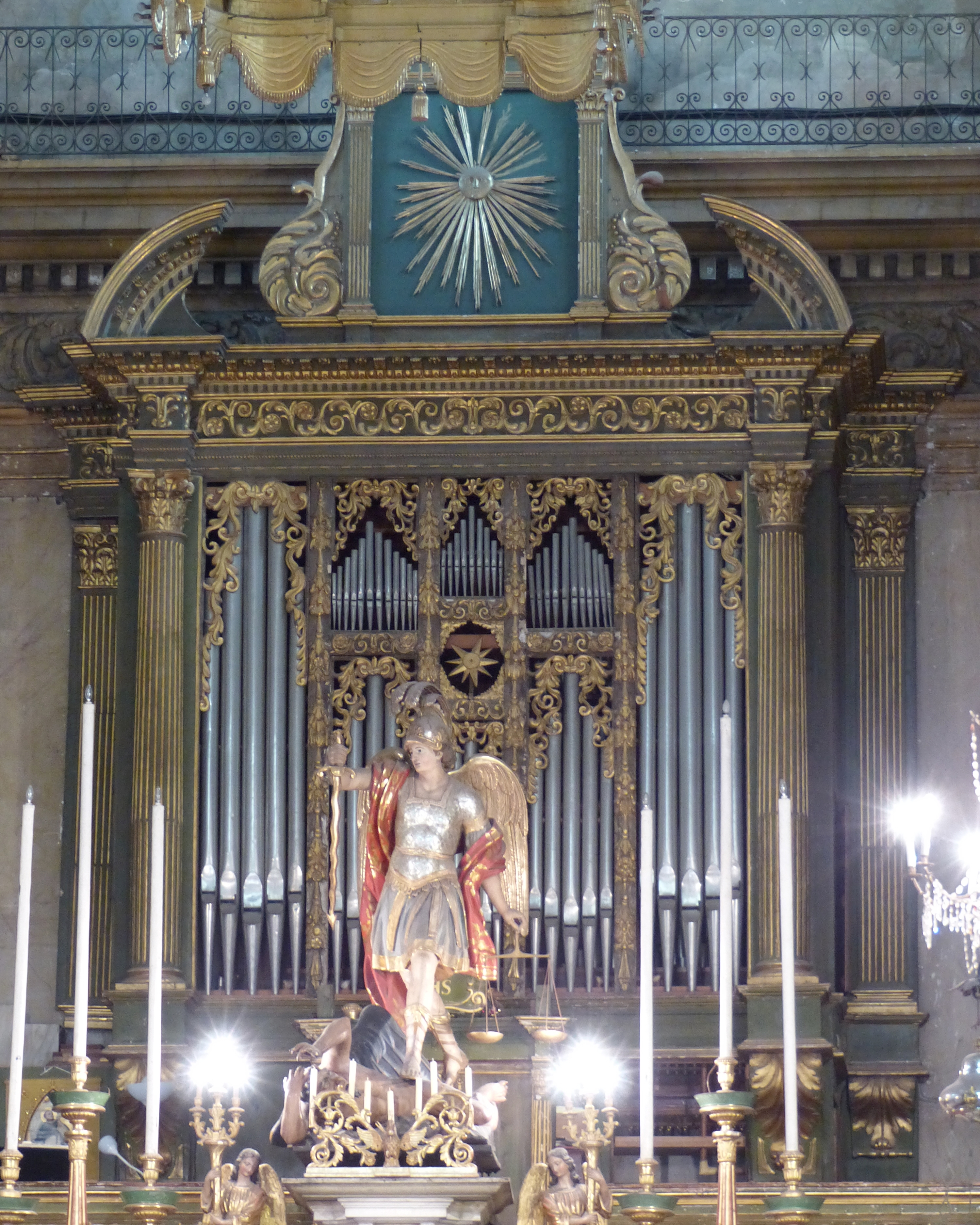

Il ne reste de l'orgue anonyme de 1666 commandité par la famille Pretti de Saint-Ambroise que le buffet de style italien.
Il a été souvent attribué à tort à Giovanni Oltrachino (Jean d'Utrecht), facteur d'orgue originaire de cette ville, mais installé à Gênes et dont on connaît par les archives de nombreuses constructions d'orgues en Ligurie (un seul existant encore intact à Alassio) et à Monaco : celui de l'église paroissiale Saint-Nicolas-du-Rocher à Monaco daté de 1639 (buffet actuel de celui de l'église Saint-Charles restructuré par l'architecte Charles Lenormand pour l'orgue de Michel- Merklin & Kuhn), celui de la chapelle palatine Saint-Jean-Baptiste (1639) disparu et un autre organo portatile de la même époque disparu lui aussi. Giovanni Oltrachino est mort à Gênes en 1647 et l'orgue de Saint-Michel ne peut donc lui être attribué.
La partie instrumentale a été refaite en 1930 par la maison lyonnaise MICHEL-MERKLIN-&-KUHN en la personne de Pierre Chenet qui dirigeait la succursale marseillaise de cette manufacture. Une restauration avec électrification de la transmission a eu lieu en 1972 par Mesle pour les établissements lyonnais Ruche & Cie.